# مفعول لأجله
المَفْعُولُ لِأَجْلِهِ وتسميته الأفصح المَفْعُولُ مِنْ أَجْلِهِ أو المَفْعُولُ لَهُ في النَّحْو العربي من المفعولات، وهو اسم تفضيل، ومصدر منصوب قبلي، يأتي بعد الفعل في جملة فعلية؛ يُبيِّنُ عِلَّتَهُ وسبب حدوثه، ولا بد أن يشارك الفعل في الزمان وفي الفاعل نفسِه. فيُقال: «قُمتُ إِجلَالًا لِأُستَاذِي»، فالمصدر المنصوب «إِجلَالًا» الغاية والغرض منه هو بيان سبب «القِيَام»، أي سبب حدوث الفعل، ويشترك هو والفعل في الزمن نفسِه، فالقِيام والإجلال كلاهما وقعا في نفس الوقت، فالإجلال يتحقق متى ما وقع القيام، والقيام إنَّما وقع من أجل الإجلال، وكلاهما يتعلَّقان بالفاعل نفسه. ويستحضر المفعول من أجله في الجملة للإبانة عن سبب وقوع الفعل والغاية والمغزى منه، وهو جواب سؤال «لِمَ فَعَلتَ؟»، فإذا قيل: «دَرَسْتُ تَحصِيلًا لِلعِلْمِ»، فإنَّ المُتَكلِّم إنَّما ذكر تحصيل العلم ليُفسِّر الغموض الذي يلتف الجملة، ويجيب على سؤال يطرح نفسه، فكأنَّما ذكره لمن يسأل: «لِمَ دَرَسْتَ؟».

## الاصطلاح والتاريخ
سُمِّي المصدر المنصوب الذي يُذكر في الجملة الفعلية لغرض التعليل مفعولا لأجله، وهو مصطلح مختَصر أصله «المَفعُول الذي وَقَعَ لأجله فعل فاعل»، أي لأجلِ شيءٍ آخر وقع بسببه هذا المفعول. ويُعرفُ المفعول لأجله كذلك باسم المفعول له والمفعول من أجله، وهي جميعها مصطلحات بصرية تُشير إلى المفهوم ذاته، وهو المصدر المنصوب الذي يُعلِّل الفعل. والمفعول له أكثر شُهرة واستعمالًا من المفعول من أجله، الذي يظلُّ الأقل شهرة من بين المصطلحات الثلاثة. ولأنَّ دور المفعول لأجله في أي جملة ينحصر على تبيين سبب وقوع الفعل فهو أحيانًا يُسَمَّى «المفعول السببي».
عالج سيبويه مسألة المفعول لأجله في تسعة مواضع متفرقة ومبعثرة على أجزاء الكتاب.

## التعليل في المفعول لأجله
يّذكرُ المفعول لأجله في أيِّ جملة لبيان العلَّة والسبب التي حدث الفعل من أجلها. والتعليل في المفعول لأجله يُستعمل على نوعَين، النَّوع الأوَّل تكون فيه العلَّة غير حاصلة، أي أنَّها لم تكن موجودة ووجودها هو الدافع وراء وقوع الفعل، ولكنَّ الفعل هو الذي وقعَ من أجل تحصيل وتحقيق هذه الغاية وجلبها إلى الوجود، مثل: «ضَرَبتُهُ تَأدِيبًا». أمَّا النوع الآخر فالعلَّة فيه تكون حاصلة، والفعل لا يقع من أجل تحصيل هذه الغاية، فهي موجودة وواقعة قبل وقوع الفعل، وهي كذلك الدافع الرئيس والعلَّة الغائية التي دفعت الفاعل إلى إحداث هذا الفعل، مثل: «حُزنًا ذَرَفتُ الدُّمُوعَ». فالملاحظ في القسم الأوَّل أنَّ الضرب وَقَعَ قبل حصول التأديب، والتأديب حصل كنتيجة مباشرة للضرب، والتأديب لم يكن حاصلًا وقت وقوع الضرب. أمَّا في القسم الآخر فإنَّ الحُزن وقع قبل ذرف الدّموع، وذرف الدموع حصل كنتيجة مباشرة للحزن، بينما الحزن كان واقعًا قبل وفي الوقت الذي حصل فيه ذرف الدموع. وتجدر الإشارة إلى أنَّ بعض النُّحاة يرونَ أنَّ المصادر التي تكون العلَّة فيها غير حاصلة لا يُشترط فيها أن تكون قلبية ليصحُّ نصبها على أنَّها مفعول لأجله، بينما ينطبق هذا الشرط على المصادر الحاصلة، وفي المقابل ذهب جمهور النُّحاة إلى اشتراط القلبية في جميع المصادر بدون التفريق فيما إذا كانت حاصلة أو غير حاصلة.

## العامل في المفعول لأجله
العامل الأصلي في المفعول لأجله هو الفعل، والفعل الذي يعمل في المفعول لأجله هو ذاته الفعل الذي يُذكر المفعول لأجله لتفسيره وبيان علَّته. ولا يكون الفعل ظاهرا على الدوام، فقد يُحذف في بعص الأحيان إذا دلَّت عليه قرينة ما، كأَن يقال: «طَلبًا لِلعِلمِ»، لمن يطرح السؤال: «لِمَ تَدرُسُ؟»، وتقدير الجملة قبل حذف الفعل: «أَدرُسُ طَلبًا لِلعِلمِ». وتجدر الإشارة إلى أنَّ المفعول لأجله يُذكر في الجمل الفعلية التي فعلها هو فعل مبنيٌّ للمجهول، إلا أنَّ المفعول لأجله لا ينوب عن الفاعل المحذوف على الإطلاق، لكيلا تزول دلالته على التعليل، ولا ينوب عن الفاعل حتى وإن كان مجرورا بحرف جر، وذلك لأنَّ الاسم المجرور بحرف جر يفيد التعليل لا ينوب عن الفاعل المحذوف. والفعل هو ليس العامل الوحيد الذي يعمل في المفعول لأجله، وإن كان هو العامل الأصلي الأكثر استعمالًا، فأحيانًا تعمل أشباه الأفعال في المفعول لأجله، وتلك التي تعمل فيه هي المصدر العامل، مثل: «شُربُ المَرِيضِ الدَّوَاءَ حِفَاظًا عَلى صِحَّتِهِ أَمرٌ مُهِم»، واسم الفعل، مثل: «صه اِحتِرَامًا لِلمُعَلِّمِ»، واسم الفاعل، مثل: «الأَبُ مُعِيلٌ اَبنَاءَهُ حُبًّا فِيهِم»، واسم المفعول، مثل: «الشَهِيدُ مَقتُولٌ دِفَاعًا عَن عَقِيدَتِهِ»، وصيغة المبالغة، مثل:«صَدِيقِي خَطَّاطٌ أَبيَاتَ شِعرٍ إِعجَابًا بِاللُغَةِ». حيث المصدر واسم الفعل واسم الفاعل واسم المفعول وصيغة المبالغة هي أشباه أفعال تعمل على نصب المفعول لأجله.
`ذهب أغلبية نحاة الكوفة إلى أنَّ المفعول لأجله – الذي هو عندهم مفعول مطلق – ينتصب انتصاب المفعول المطلق، والعامل فيه هو الفعل المتقدِّم عليه، ويؤوِّل نحاة الكوفة معنى هذا الفعل ليكون مشابهًا لمعنى الفعل الذي اُشتُق المصدرُ منه. ويرى بعض النُّحاة أنَّ العامل الأصلي في المفعول لأجله هو حرف الجر الذي للتعليل، وليس الفعل، ولمَّا يُحذف هذا الحرف يصير عمل الفعل ممكنًا، فالعامل الأصلي في نصب المفعول لأجله هو إسقاط حرف الجر، وكثير من نحاة البصرة يأخذون بهذا الرأي، وقال به سيبويه والفارسي وابن السراج. وللفراء الكوفي رأي اختصَّ به، وهو أنَّ المفعول لأجله منصوب على الشرط والجزاء، وأخذ برأيه هذا أبو بكر الأنباري. وللزجَّاج رأي اختصَّ به أيضًا، فهو يرى أنَّ العامل في المفعول لأجله – وهو عنده مفعول مطلق أيضًا - هو فعل مُضمَر هو ذاته الفعل الذي اُشتُقَّ المفعول لأجله منه ويشابهه من ناحية اللفظ والمعنى، والفرق بينه وبين نحاة الكوفة هو أنَّ الكوفيين لم يُضمِروا فعلًا بل فضَّلوا تأويل الفعل الظاهر معنى الفعل الذي أضمره الزجَّاج. غير أنَّ هناك روايات تذكر تفضيله لمذهب نحاة البصرة في إسقاط حرف الجر كعامل في المفعول لأجله.

## إعراب المفعول لأجله
الأصل في المفعول لأجله أن يكون منصوبًا، إلّا أنَّه قد يُجر بدخول حرفِ جرٍّ عليه، وحروف الجر التي تفيد التعليل وتدخل على الاسم هي اللام، مثل: «شَرِبتُ المَاءَ لتَلبِيَةِ حَاجَتِي مِنهُ»، وحرف الباء، مثل: «فَبِظُلمٍ مِنَ الَّذِينَ هَادُوا حَرَّمنَا عَلَيهِم طَيَّباتٍ أُحِلَّت لَهُم»، وحرف «مِن»، مثل: «وَلَا تَقتُلُوا أَولَادَكُم مِن خِشيَةِ إِملَاقٍ» وحرف «فِي»، مثل: «دَخَلَت اِمرَأَةٌ النَّارَ فِي هِرَّةٍ حَبَسَتهَا». وأكثر هذه الحروف شيوعًا وأكثرها استخدامًا هو حرف اللام. ويمكن الإبدال بين هذه الحروف، فيوضع الحرف محلَّ الحرف الآخر، مع مراعاة المعنى. ويَدخُل حرف الجرِّ على كُلِّ أنواع المفعول لأجله، فيدخل على الاسم النكرة المُجرَّد من «أل» التعريف والإضافة، فَيُقال: «بَذَلتُ الجُهدَ لِرَغبَةٍ فِي الفَوزِ» بدلًا من «بَذَلتُ الجُهدَ رَغبَةً فِي الفَوزِ»، ويدخل على الاسم المَقرون ب«أل» التعريف، فَيُقال: «صَفَّقتُ لِلتَّشجِيعِ لَكَ» بدلًا من «صَفَّقتُ التَّشجِيعَ لَكَ»، ويَدخُل على الاسم المُعرَّف بالإضافة، فيُقال: «ذَاكَرتُ لِابتِغَاءِ النَّجَاحِ» بدلًا من «ذَاكَرتُ ابتِغَاءَ النَّجَاحِ». ويُعرَبُ كُلٌّ من «رَغبَةٍ» و«التَّشجِيعِ» و«ابتِغَاءِ» في الأمثلة السابقة مَفعولًا لأجله منصوب بالفتحة المقدَّرة منع من ظهورها انشغال المَحَل بحركة حرف الجرِّ. ويُستَحبُّ الجَر في المفعول لأجله المقرون ب«أل» التعريف، بينما يستقبح ذلك في المفعول لأجله المُجَرَّد من «أل» التعريف والإضافة، والجرُّ أو النَّصب سواءٌ في المفعول لأجله المضاف. ودخول حرف الجر على المفعول لأجله المجرد من ال التعريف والإضافة ليس مستقبح فحسب، بل هو نادر جدًا والشواهد على ذلك قليلة كذلك، وبعض من النُّحاة مَنَع هذا الأسلوب.[ملاحظة:1]
| أَنَظلُّ نُسَمِّي المفعول لأجله، بعد اِتصاله بهذه الحروف، مفعولًا لأجله؟ أم نُسَمِّيه اسمًا مجرورًا باللَّام كَكُلِّ مجرورٍ آخر بحرف جر؟ هذه عُقدة أثابَ اللَّه من يَحُلَّها. |
| —يوسف الصيداوي الكفاف، ص. 952 |

عند دخول حرف الجر على المفعول لأجله يختلف النُّحاة حول إعراب الاسم بعد حرف الجر، فبينما هم يتِّفقون على جر الاسم لفظًا فهم يختلفون حول إعرابه في المحلِّ، فذهبَ فريق منهم إلى أنَّ الاسم مجرور لفظًا بحرف الجر ومنصوب محلًّا على أنَّه مفعول لـجله، بينما ذهب فريق آخر إلى أنَّ الاسم مجرور بحرف الجر في اللفظ وفي المحلّ كذلك. ويرى بعض النُّحاة أنَّ الاسم الذي يُنصب على أنَّه مفعول لأجله هو في أصله مجرور بحرف جر، لأنَّ حرف الجر الذي للتعليل يجوز دخوله على هذا الاسم على الإطلاق، وحرف الجر له قدرة أكبر على إيضاح وتوصيل الدلالة المعنوية المتمثِّلة في التعليل، أمَّا النصب فإنَّ العلَّة فيه محدودة، ولهذا يُنظر إلى الجر على أنَّه الأصل وفقًا لرأيهم. ولذلك فإنَّ المصدر المجرور المسبوق بحرف جرٍّ للتعليل لا يُسَمَّى مفعولًا لأجله، ويُكتفى بإطلاق هذه الصفة على المصدر المنصوب فقط. ويرى كثير من النُّحاة أنَّ الاسم المجرور لا يُسَمَّى اصطلاحًا «مفعول لأجله»، فمتى ما دخل حرف الجر على المصدر لم يصح نصبه على أنَّه مفعول لأجله حتى في المحلِّ، لأنَّ المفعول لأجله في اصطلاحه اسم منصوب، أمَّا الاسم بعد حرف الجر فُيعرب اسمًا مجرورًا في اللفظ وفي المحلِّ، والجار والمجرور متعلُّقٌ بمحذوف قبله . وقال بهذا الرأي عبده الراجحي، وعباس حسن، وشوقي ضيف، أمَّا مصطفى الغلاييني فهو أجاز نصب الاسم في المحلِّ مع جرِّه لفظًا، وهو لم يجز هذا الأمر في الأسماء المستوفية للشروط فقط، بل أجازه كذلك في الأسماء المخالفة، فهي عنده مفعول لأجله منصوب في المحل على الرغم من مخالفتها لشروط المفعول لأجله، مع بقاء شرط التعليل ليجوز هذا الأمر. وانتقدَ محمد خير الحلواني ما ذهبَ إليه مصطفى الغلاييني، وأكَّد على أنَّ الاسم بعد حرف الجر هو ليس مفعول لأجله. ويلجأُ نحاةٌ آخرون إلى إعراب شبه الجملة من الجار والمجرور في محلِّ نصب مفعول لأجله، وفي رأي هؤلاء فإنَّ المصدر بعد حرف الجر هو فعلًا اسم مجرور فقط وليس مفعولًا لأجله، ولكنَّ المعنى المفهوم من شبه الجملة المكوَّنه من حرف الجر والمصدر المجرور في محلِّ نصب مفعول لأجله.
يحدث في بعض الأحيان أن يجتمع أكثر من أسلوب نحوي على صيغة لفظية واحدة، فيكون للفظ الواحد أكثر من موقع إعرابي محتمل، مع اختلاف طفيف في المعنى، مثل: «يُرِيكُم البَرقَ خَوفًا وَطَمَعًا»، فذَهَب نُحاة إلى أنَّ المصدر خَوفًا المعطوف عليه المصدر طَمَعًا هو مفعول لأجله على تأويل الإخافة والإطماع، أي من أجل الإخافة والإطماع، بينما ذهب نحاة آخرون إلى إعراب هذين المصدرين مفعول مطلق لفعل محذوف على تقدير: «يُرِيكُم البَرقَ فَتَخَافُونَ خَوفًا وَتَطمَعُونَ طَمَعًا»، ويرى غيرهم أنَّ المصدرين منصوبان على الحاليَّة، أي أنَّ كلاهما ذُكِرا لتيين حال وهيئة من تقع عليه الإراءة في خوفهم وطمعهم، وذلك على تقدير: «يُرِيكُم البَرقَ خَائِفِينَ وَطَامِعِينَ». وابن مالك يرفض احتمالية كون المصدر مفعول مطلق، لأنَّه يمنع حذف عامل المفعول المطلق إلا في مواضع استثنائية، وابن الحاجب يستبعد مجيء المصدر حالًا، لأنَّ هذا سيؤدِّي إلى “إخراج الأبواب عن حقائقها”.

### أغراض دخول حرف الجر
يحدث هناك تغيُّر في الدلالة المعنوية للمصدر بعد دخول حرف الجر عليه، وبغضِّ النظر عن الخلاف النَّحوي فيما إذا كان المصدر المنصوب له نفس الموقع الإعرابي الخاص بالمصدر المجرور، فإنَّ هذا التغيُّر واقع. ومن هذا أنَّ دخول حرف الجر على المصدر يقوِّي من دلالته على التعليل، بل ويجعل دلالته حصرًا على التعليل، وفي المقابل فإنَّ التعليل في المصادر المنصوبة ضعيف نوعًا ما بالمقارنة مع المصادر المجرورة، وكذلك فإنَّ المصادر المنصوبة تحتمل معانٍ أخرى كالحالية والتمييز والمفعولية المطلقة. وأيضًا فإنَّ دخول حرف الجر يضعِّف من الإفادة على حصول ووقوع العلَّة، فإذا قيل: «أَبطَئتُ لِتَفَادِي الحُفرَةِ»، فالجملة السابقة تُوحِي أنَّ هناك نيَّةً يبيتها المُتَكلِّم لتجنُّبِ حُفرة ما، ولكن لم تُفِد الجُملة فيما إذا تجنَّبُها المُتَكلِّم فعلًا أم وقع فيها على أيَّةِ حال، أمَّا إذا قيل: «أَبطَئتُ تَفَادِيًا لِلحُفرَةِ» فقد يكون قصد المتكلِّم تفاديه الواقع فعلًا للحفرة، وهو ما لا تحتمله الجملة الأولى إلا في نطاق ضيِّق. وحروف الجر تُستَعمل أحيانًا في أساليب خاصَّةٍ لتدلُّ على أغراض غير تلك التي تؤدِّيها في العادة، مع بقاء الغرض الرئيسي موجودًا، فقد يدخل حرف الجر على المفعول لأجله لغرض التعليل ولغرضٍ آخر. وفي المقابل يكتب عباس حسن أنَّ لا فرق في المعنى بين المفعول لأجله قبل وبعد دخول حرف الجرِّ عليه.

## أنواع المفعول لأجله
لا يأتي المفعول لأجله في أغلب الآراء سوى مصدرًا أو ما صُنِّفَ ضمنه وأُلحِق به، وهذا من شروط نصب الاسم على أنَّه مفعول لأجله، فإن لم يتحقَّق هذا الشرط، أي إذا لم يكن الاسم مصدرًا، لا يُنصب على المفعولية ويجب عندها جرَّه بحرف جّرٍّ للتعليل. والمصدر في المفعول لأجله قد يكون صريحًا، مثل: «تَصَدَّقتُ حُبًّا فِي الخَيرِ»، وقد يكون مصدرًا ميميًّا، مثل: «اِبتَعَدتُ عَن الهَاوِيةِ مَخَافَةَ السُّقُوطِ»، وقد يكون اسم مصدر، ويجيئ المفعول لأجله مصدرًا مؤولًا، مثل: «وَأَلقَى فِي الأَرضِ رَوَاسِيَ أن تَمِيدَ بِكُم»، حيث المصدر المؤول من أن والفعل المضارع في محلِّ نصب مفعول لأجله، والملاحظ أنَّ المفعول لأجله عندما يكون مصدرًا مؤولًا لا يُشتَرَط فيه أن يكون قلبيًا ولا يُشترط فيه موافقة الفعل في الزمن والفاعل وذلك بإجماع النُّحاة، فالمصدر «المَيد» المسبوك من المصدر المؤول مُتَعَلِّق بالرواسي، أمَّا الإلقاء ففاعله هو الله، وكذلك فإن المَيد والإلقاء كلاهما يقعان في زمن مختلف عن الآخر. وعند البعض لا يكون المفعول لأجله مصدر دائمًا، فهناك من يجعل المفعول لأجله شبه جملة من الجار والمجرور، مثل: «وَقَفتُ لِتَحِيَّةِ العَلَمِ»، حيث الجار والمجرور «لِتَحِيَّةِ» في محلِّ نصب مفعول لأجله. وفي المقابل فهو لا يكون جملة تامَّة على الإطلاق.

## شروط نصب الاسم على أنَّه مفعول لأجله
ليس كُل ما هو مصدر أو ما ذُكِرَ للتَّعليل هو بالضرورة مفعول لأجله، لذا وَضِعَت شروط يجب توفُّرها حتى يصحُّ نصب اسم ما على أنَّه مفعول لأجله. وتوجد ما بين خمسة إلى أربعة شروط يجب توفُّرها حتى يصحُّ نصب الاسم على أنَّه مفعول لأجله، وإذا لم يستوفِ الاسم أحد هذه الشروط أو لم يستكمل أحدها، لا يُسَمَّى مفعولًا لأجله، ويجب حينها جَرُّه بحرف جرٍّ يفيد التعليل إذا كان الغرض من ذكره هو التعليل، فإذا لم يكن كذلك، يُعرب الاسم حسب موقعه في الجملة استنادًا إلى قصد المتكلِّم. وتجدر الإشارة إلى أنَّ الاسم لا ينصب بالضرورة إذا استوفى هذه الشروط، فالجرُّ يظلُّ ممكنًا وجائزًا حتى بعد استيفاء الاسم لشروط نصبه، أمَّا إذا فقد الاسم أحد هذه الشروط فلا يجوز نصبه ويجب عندها الجر بأحد حروف الجر التي تُفِيد التعليل، إلَّا إذا كان الشرط المفقود هو التعليل فلا تدخل عليه تلك الحروف ويُعرب حسب الموقع الإعرابي الملائم له. وهناك من النُّحاة من شكَّك في هذه الشروط وبعض منهم أقصى بنودًا منها، وفي المجموع حصل الإجماع على شرط واحد فقط، وهو شرط التعليل، بينما ظلَّ الخلاف قائمًا بين النُّحاة حول الشروط المتبقِّية، وإِن كان خفيفًا في بعضها. ومصطفى الغلاييني يُجِيزُ إعراب الاسم الفاقد لأحد هذه الشروط مفعولًا لأجله في المحلِّ، ما عدا شرط التعليل، ولكنَّه يُوجِبُ الجَر ويمنع النصب في اللفظ. وهذه الشروط هي:
1. يُشترط أن يكون الاسم مصدرًا. فإن لم يكن الاسم مصدرًا لم يصح نصبه على أنَّه مفعول لأجله، فلا يقال: «قَبِلتُ العَمَلَ مَالًا» (من أجل المال)، وذلك لأنَّ «مَالًا» ليس مصدر، وفي المقابل يجب دخول حرف الجر على الاسم، ويمكن صياغة الجملة بصورة صحيحة على النحو: «قَبِلتُ العَمَلَ لِمَالٍ»، حيث «مَالٍ» اسم مجرور بحرف جر وليس مفعولًا لأجله.[31][51]
2. يُشترط أن يكون المصدر قَلبِيًّا. فإن لم يكن مصدرًا قلبيًا لم يصح نصبه على أنَّه مفعول لأجله، فلا يقال: «جَلَستُ تَعلِيمًا» (من أجلِ التعليم)، وذلك لأنَّ «التَعلِيم» ليس مصدرًا قلبيًا، ويمكن صياغة الجملة بصورةٍ صحيحة على النحو: «جَلَستُ لِلتَّعلِيمِ»، حيث «التَّعلِيمِ» اسم مجرور بحرف الجر وليس مفعولًا لأجله.[52] ويُقصَد بالمصادر القلبية تلك المصادر المشتَقَّة من أفعال القلوب، وهي الأفعال التي تنشأ في القلب أو الباطن، كالحُب والكراهية والتفضيل والخوف ومصادر مشابهة من مثل هذه، وفي المقابل فإنَّ المصادر التي تُشتَقُّ من أفعال الجوارح لا تُنصب على أنَّها مفعول لأجله بشكل عام، وأفعال الجوارح هي تلك التي تنشأ عن الحواس الخارجية، مثل البقاء والذهاب والجلوس والوقوف.[53] وينطبق هذا الشرط على المصادر الحاصلة، أمَّا المصادر غير الحاصلة فيجوز فيها ألَّا تكون قلبية، وتحصيلها هو الباعث على وقوعها، مثل: «ضَرَبتُهُ تَأدِيبًا لَهُ».[7][15] وفريق من النُّحاة ألغوا هذا الشرط، ولا يرونه ضروريًا لنصب الاسم على أنَّه مفعول لأجله، ووفقًا لرأيهم يجوز أن يُقال: «ضَرَبتَهُ تَأدِيبًا لَهُ».[54]
3. يُشتَرط أن يكون المصدر لغرض التعليل. فإذا ذُكِرَ المصدر في الجملة لغرضٍ غير التَعلِيل، لا يُسَمَّى مفعولًا لأجله، لأنَّه سيكون فاقدًا لأحد الشروط الجوهرية المتعلِّقة بالمفعول لأجله، وغير ملائم للقيام بالدور المعنوي المطلوب منه، وهو التعليل.[9][55] فإذا قيل: «أَكرَهُ النِّفَاقَ كُرهًا شَدِيدًا» فإنَّ المصدر المنصوب «كُرهًا» ليس مفعول لأجله، لأنَّه لم يُذكَر في الجملة لغرض التعليل، وإنَّما انحصر دوره على التأكيد على معنى الفعل، لذا فهو مفعول مطلق.[47] وعلامة المصدر الذي يقبل التعليل إمكانية وضعه جوابًا للجملة الاستفهامية: «لِمَ فَعَلتَ؟»، فإذا قيل: «لِمَ كَرَهتَ النِّفَاقَ؟» لقائل المثال السابق لم يصح وضع المصدر جوابًا على هذا السؤال، فلا يقال حينها: «كُرهًا شَدِيدًا»،[56] وغالبًا ما تكون أداة الاستفهام في هذه الجملة الاستفهامية الافتراضية لِمَ أو لِمَاذَا أو مَا.[57]
4. أن يكون مشاركًا للفعل في الوقت، ومشاركًا له في الفاعل.[31] فإذا خالف الاسمُ الفعلَ في الزمن لا يكون مفعولًا لأجله، فلا يقال: «تَأَهَّبتُ سَفَرًا»، لأنَّ التأهُّب يحدث قبل السَّفرَ، ونتيجة للفارق الزَّمني بين الاسم والفعل لم يصح نصبه على المفعولية. وكذلك إذا خالفه في الفاعل، فإذا قيل: «حَضَرتُ لِإِرسَالِكَ دَعوَةً إِلَيَّ»، فإنَّ «إِرسَالِ» لا تُعرَبُ مفعولًا لأجله في المحلِّ، وذلك لأنَّ فاعل الفعل هو المُتَكلِّم ولكنَّ الإرسال لم يَكن منه وإنَّما من غَيره، وعوضًا عن هذا يُعرب اسمًا مجرورًا بحرف الجَرِّ.[58][59] وتكون المشاركة في الزمان بين الفعل والمصدر في عدَّة صور، فهي تقع عندما يحصل الحدث خلال جُزءٍ من زمن المصدر، مثل: «سَجَدتُ إِتمَامًا لِلصَّلَاةِ»، فالسجود وقع خلال فترة زمنية هي جزئية من فترة إتمام الصلاة. وتحدث المشاركة كذلك عندما يبدأ زمن الحدث بانتهاء زمن المصدر، مثل: «سَامَحتُهُ رَغبَةً فِي إِنهَاءِ الخِلافِ»، فالرغبة في المسامحة وإنهاء الخلاف تنتهي متى ما وقعت المسامحة. وتحدث المشاركة عندما يبدأ زمن المصدر بانتهاء زمن الحدث، مثل: «تَصَدَّقتُ إِرضَاءً لِضَمِيرِي»، فإرضاء الضمير يحصل متى ما وقع التصدُّق.[46][60] وينتقد يوسف الصيداوي اشتراط توافق الزمن بين المفعول لأجله والفعل من مبدأ أنَّ هذا التوافق غير ممكن، إلَّا "بتأويل بعيد” حسبما يكتب، وذلك لأنَّ الحدث الذي ينشأ في القلب والباطن دائمًا ما يسبق الحدث المتعلَّق بالحواس الخارجية.[61]
5. يُشترط أن يكون المصدر مُخالفًا الفعلَ في اللفظ. فلا يصحُّ نصب المصدر المشتق من فعل على أنَّه مفعول لأجله في جملة فعلية فعلها هو ذاته الفعل الذي اُشتُقَّ منه. فلا يقال: «سَجَدتُ سُجُودًا لِلَّهِ»، بمعنى سَجدتُ من أجل السجود لله، بذِكرِ المصدر «سُجُودًا» لغرض التَّعليل، وهذا الأسلوب لا يصحُّ ولا يُنصب الاسم على أنَّه مفعول لأجله، وذلك لأنَّ الشيء لا يُفَسِّر وَيُعلِّل نَفسه. أمَّا إذا ذُكِر المصدر لغرض تأكيد معنى الفعل وليس التعليل فسيكون حينها مفعول مطلق، وهذا الأسلوب فصيح وجائز.[7][62][63][64]

### الاعتراضات والإضافات
يرى بعض النُّحاة أنَّ الاسم لكي يُنصَبَ مفعولًا لأجله لا يُشترط فيه سوى المصدرية التي تُفيد التعليل، ولا يشترطون فيه أن يكون قلبيًا أو أن يُشارك الفعل في الوقت أو أن يشاركه في الفاعل، وكان سيبويه ومن تبعه من النُّحاة المتقدمين لم يشترطوا أيًّا من هذه الشروط، ويَستدلُّ هؤلاء بشواهد قرآنية وأدبية تُؤيِّد مذهبهم في مجيئه مخالفًا للفعل وعلى هيئة مصادر غير قلبية. ومن هذه الشواهد الآية من سورة الرعد: «يُرِيكُمُ البَرقَ خَوفًا وَطَمَعًا»، فالملاحظ أنَّ فاعل «يُرِيكُمُ» فاعل مستتر عائد على الله، أمَّا الخوف والطَّمع فهي متعلِّقة بالخلق وليس الإله، فتعلَّقَ المصدر بفاعل ليس هو فاعل الفعل ومع ذلك فهو منصوب على أنَّه مفعول لأجله. وابن خروف هو أشهر من أخذ بهذا الرأي من غير المحدِّثين وأجاز مجيء المفعول لأجله مخالفًا الفعل في الفاعل. وذهب نحاة في سبيل توفيق الشاهد مع القاعدة إلى تأويل المصدرين على أنَّهما الإخافة والإطماع بدلًا من الخوف والطمع، وهذان يُمكن تعلُّقهما بفاعل الفعل. وفي مقابل هذه الأدلة، فإنَّ الأغلب والأكثر شيوعًا هو مجيء المصدر المخالف الفعل في الفاعل مسبوقًا بحرف جر للتعليل، سواء صحَّت هذه القاعدة أو لم تصح.
من الشواهد القرآنية الأخرى آيةٌ من سورة آل عمرن يُذكرُ فيها: «وَأنزَلَ التَّورَاةَ وَالإِنجِيلَ مِن قَبلُ هُدًى»، فالملاحظ أنَّ الإنزال يحدثُ قبل الهداية، فلا يمكن الاهتداء لوحيٍ لم يُنزل بعد، ويذهب نحاة إلى إعراب هُدًى حال وليس مفعولًا لأجله. وذهب أبو علي الفارسي إلى أنَّ المفعول لأجله قد يأتي مخالفًا الفعل في الزمن، واستشهد بالآية القرآنية: «هَذَا يَومٌ يَنفَعُ الصَّادِقِينَ صِدقَهُم»، بنصب «صِدقَهُم» باعتبارها مفعول لأجله.
وأنكر ضرورة مجيء المفعول لأجله مطابقًا الفعل في الزمن عدد من النُّحاة المعاصرين، ومن هؤلاء: يوسف الصيداوي، فاضل السامرائي،.
يكتب عبَّاس حسن أنَّ كون المفعول لأجله مصدرًا قلبيًا هو شرط زائد، لأنَّه مفهوم من شرطٍ آخر يتضمَّنه هو شرط التعليل، فالتعليل في الغالب يكون قلبيًّا ولا يكون حِسِّيًا من أفعال الجوارح. ويَرَى فاضل السامرائي أنَّ المفعول لأجله يَكثُر مجيئه مصدرًا قلبيًّا، ولكنَّه لا يَشترط في المفعول لأجله أن يكون كذلك، ولا يرى علّةً كافية لوضعه شرطًا. ويستشهد النُّحاة لإجازة مجيئ المفعول لأجله مصدرًا غير قلبي بعدد من الشواهد القرآنية، ومن هذه آيةٌ من سورة الأنعام، يُذكر فيها: «وَحَرَّمُوا مَا رَزَقَهُمُ اللَّهُ اِفتِرَاءً»، فالملاحظ أنَّ الافتراء ليس مصدرًا قلبيًا.[ملاحظة:2]
يَشترط بعض النُّحاة مجيء الاسم نكرة حتى يجوز نصبه على أنَّه مفعول لأجله، ويمنعون مجيئه مقرونًا بال التعريف، فلا يُقال وفقًا لما ذهبوا إليه: «حَمَلتُ السِّلَاحَ الوَلاءَ لِلوَطَنِ»، لأنَّ المصدر اِقتَرَن بأل التعريف، ويجب القول: «حَمَلتُ السِّلَاحَ لِلوَلاءَ لِلوَطَنِ». ويضيف فاضل السامرائي إلى الشروط السابقة شرطًا آخرًا مُتوافقًا على صحَّته، فاشترط في المفعول لأجله أن يكون اسم فضلة.

## صور المفعول لأجله
يأتي المفعول لأجله في ثلاث صور فصيحة قياسية، مع الاختلاف على صورة واحدة على الأقل. فهو يكون اسمًا مُنَكَّرًا مُجَرَّدًا من «أل» التعريف والإضافة، مثل: «اِجتَهَدتُ تَلبِيةً لِأَوَامِرَ رَئِيسِي»، أو يكون اسمًا مُعَرَّفًا ب«أل» التعريف، مثل: «نَصَحتُ الأَمرَ بِالمَعرُوفِ»، أو يكون اسمًا مُعَرَّفًا بالإضافة، مثل: «غَلَّفتُ الكُتُبَ خِشيَةَ تَمَزُقِهَا». والمفعول لأجله من النوع الأوَّل يَكثُر مجيئه منصوبًا ونادرًا ما تدخل عليه حروف الجر، أمَّا المفعول لأجله من النوع الثاني فيكثُر دخول حرف الجرِّ عليه ونادرًا ما يجيء منصوبًا، والمفعول لأجله من النَّوع الثالث النَّصب والجرُّ فيه سواء ولا أحد منهما أكثر بلاغة من الآخر بشكل عام.
ذَهبَ الرِياشي، وهو أحد نحاة البصرة، إلى منع مجيء المفعول لأجله مُعَرَّفًا، سواء بأل التعريف أو بالإضافة، ويُوجِبُ تنكيره مشابهةً بالحال والتمييز. ووافقه الرأي أبو عمر الجرمي. ويرى جرجي عطية أنَّ من شروط المفعول لأجله أن يكون مُنَكَّرًا، فهو يمنع مجيء المفعول لأجله مقرونًا بأل التعريف أو مضافًا إلى مُعَرَّف. ويكتب عبده الراجحي أنَّ المفعول لأجله يُستعمل في أغلب الأحيان إمَّا مُنَكَّرًا أو مُضَافًا، ولم يذكر مجيئه مقرونًا بأل التعريف. ويذهب محمد خير الحلواني إلى أنَّ المفعول لأجله المقرون بأل التعريف هو في أصله مُؤوَّل باسم نكرة، فعندما يقال: «لَا أَقعُدُ الجُبنَ عَلَى الهَيجَاءِ»، فإنَّ القصد يكون على التأويل: «لَا أَقعُدُ جُبنًا عَلَى الهَيجَاءِ». وأَخرَج شَوقِي ضَيف المصدر المقترن بأل التعريف من صور المفعول لأجله، فهو يمنع مجيئه على هذه الصورة، ويَكتُب أنَّ النُّحاةَ أجازوا هذا الأمر بسبب شاهد واحد فقط، وهو: «لَا أَقعُدُ الجُبنَ»، والقواعد لا تُبنى على شاهد فقط حسب قوله. وينتقد يوسف الصيداوي انتقادا لاذعًا فكرة مجيء المفعول لأجله مقرونًا بأل التعريف، ويكتب أنَّ النُّحاة أسَّسوا هذه القاعدة وأجازوا هذا الأسلوب بناءً على بيت شعر مجهول قائله، ويُشَكِّكُ في فصاحة هذا البيت. ويرى عباس حسن أنَّ مجيء المفعول لأجله مقرونًا بأل التعريف هو أسلوب دقيق في المعنى صعب الفهم، وهو على الرغم من أنَّه يعترف بفصاحته، إلَّا أنَّه يدعو إلى التقليل من استعماله.

## أحكام المفعول لأجله
يجوز للمفعول لأجله أن يتقدَّم على الفعل الذي يُفسِّره، سواء دخل عليه حرف جر أو لم يدخل، فيُقال: «تَسلِيَةً أُشَاهِدُ التِّلفَازَ» أو «لِتَسلِيَةٍ أُشَاهِدُ التِّلفَازَ». ويُنقَلُ عن ثعلب أنَّه منع تقديم المفعول لأجله على فعله، بينما استقرَّ جميع النُّحاة بمن فيهم نحاة الكوفة أنفسهم على جواز هذا الأمر، وحصل هذا الإجماع بناءً على شواهد فصيحة تؤيِّد هذا الرأي، ومنها قول الشاعر: «فَمَا جَزَعًا وَرَبُّ النَّاس أَبكِي»، وبيت شعرٍ آخر يُذكرُ فيه: «طَربتُ وَمَا شَوقًا إِلَى الطَّربِ أَطرِبُ». والمفعول لأجله يجوز حَذفه فقط إذا دَلَّ عليه دليل، فيقال: «فِي الثَّورَاتِ يَنتَفِضُ الشَّعبُ غَضَبًا ضُدَّ الحَاكِمِ، وَيَستَعِيرُ غَضَبًا ضُدَّ المُستَعمِرِ، وَضُدَّ الفَسَادِ» ، بِمَعنى: «غَضَبًا ضُدَّ الفَسَادِ»، فالحذف في اللغة العربية هو إخفاء لفظ سبق ذكره، بحيث يصير من العبث إعادة تكراره تماشيًا مع الأسلوب المُستعمل، وهو الحاصل في المثل السابق. أمَّا إذا لم يكن هناك ما يدلُّ على حدفه، لم يجز اعتباره محذوفًا، وإذا لم يُذكر في الكلام فهو ليس موجود، ولا يُعتَبرُ مذكورًا ثُمَّ حُذِفَ لسبب ما. والمفعول لأجله لا يجوز تعدُّده أو تكراره في الكلام، ولكن يجوز العطف عليه أو الإبدال منه، وذلك لأنَّ العلَّة المباشرة في وقوع حدث ما لا تكون إلَّا واحدة لسبب واحد. ومن الشواهد التي يتداولها النُّحاة حول العطف على المفعول لأجله ما قاله عليٌّ بن أبي طالب: «لَا تَلتَقِي بِذَمِّهِم الشَّفَتَانِ اِستِصغَارًا لِقَدرِهِم، وَذَهَابًا عَن ذِكرِهِم»، حيث المفعول لأجله «ذَهَابًا» المحذوف عامله معطوف على مفعول لأجله آخر هو«اِستِصغَارًا». ويصحُّ كذلك الإبدال من المفعول لأجله، مثل: «هَرَبتُ خَوفًا، رُعبًا، فَزَعًا، وَخِشيَةً»، فهذه كُلُّها الأمر نفسه، وإن كان هناك اختلاف طفيف في المعنى فجميعها من الباب نفسه، وذُكِرَت لتدُلَّ على علَّةٍ واحدة، وليس هناك ما يدلُّ على علَّةٍ أخرى – مفعول لأجله آخر -.

## إنكار المفعول لأجله
يرى جمهور الكوفيِّين أنَّ المفعول لأجله هو في الواقع مفعول مطلق مُبيِّن للنَّوع، وعندهم لا وجود للمفعول لأجله كموقع إعرابي. فإذا قيل: «رَكَلتُ الكُرَةَ تَهدِيفًا»، فإنَّ الكوفيين يؤوِلُونَ معنى الفعل ليكون مشابهًا لمعنى الفعل الذي اُشتُق منه المصدر، فيكون التأويل على النحو: «هَدَّفتُ الكُرَةَ تَهدِيفًا»، فيكون «تَهدِيفًا» مفعول مطلق منصوب ذُكِرَ في الجملة لتأكيد معنى الفعل. ولا ينحصر إنكار المفعول لأجله على النُّحاة الكوفيين فقط، حيث أنكره نحاة بصريون كذلك، وكان أبو عمر الجرمي أوَّل نحويّ بصري يُنكر المفعول لأجله، وكان يرى أنَّ المفعول لأجله هو في الواقع مصدر منصوب على أنَّه حال. وأنكر الزجَّاجُ كذلك المفعولَ لأجله، وهو عنده مفعول مطلق مُبَيِّن للنوع، فإذا قيل: «كَاتَبتَه شَوقًا» فإنَّ قصد المتكلِّم يكون على التأويل: «اِشتَقتُ إِلَيهِ بِالمُكَاتَبَةِ شَوقًا ». والفرَّاء هو النحويّ الكوفيّ الوحيد الذي كتب عن المفعول لأجله وميَّزه عن غيره من المنصوبات، ولكنَّه خالف البصريين في اصطلاحهم وفي مسألة العامل في نصبه. ويُنقَل عن الخوارزمي النحوي أنَّه قال: «المفاعيل في الحقيقة ثلاثة، أمَّا المنصوب بمعنى اللام [يقصد المفعول له] ومعنى مع فليسا مفعولين».
ويُرَدُّ عَلى هذه الأقوال من عدَّة نواحٍ، أوَّلها أنَّ الغرض من المفعول لأجله يختلف عن الأغراض المعنوية لكلٍ من المفعول المطلق والتمييز والحال، فالمفعول لأجله يُذكر في الجملة لبيان السبب والعلَّة المرتبطة بالحدث، ولا نلاحظ وجود هذا الغرض لدى أقرانه من المنصوبات. ويُستَدَلُّ كذلك بالآية القرآنية: «وَمَا أَنزَلنَا عَلَيكَ الكِتَابَ إِلَّا لِتُبَيَّنَ لَهُم الَّذِي اِختَلَفُوا فِيهِ، وَهُدَى وَرَحمَةً لِقَومٍ يُؤمِنُونَ»، فالملاحظ أنَّ المصدرين «هُدَى» و«رَحمَةً» كلاهما منصوبان بالعطف على «لِتُبَيَّنَ لَهُم» الذي ذُكِرَ في الجملة لغرض التعليل، ومن غير الممكن أن يُعرب المصدران مفعولًا مطلقًا أو حالًا أو تمييزًا لأنَّ «لِتُبَيَّنَ لَهُم» لا يمكن أن يكون أيًّا من هؤلاء، وهذا لا يدع مجالًا غير أن نُعرب المصدرين مفعولًا لأجله ونُفرق بينه وبين المنصوبات الأخرى. ويُردُّ عليها كذلك من مبدأ أنَّها تُؤدِّي إلى إخراج الألفاظ من معانيها بغير ضرورة واضحة.